# Songyuan
Songyuan (cinese: 松原; pinyin: Sōngyuán) è una città-prefettura della Cina nella provincia dello Jilin.

## Suddivisioni amministrative
- Distretto di Ningjiang
- Fuyu
- Contea di Qian'an
- Contea di Changling
- Contea autonoma mongola di Qian Gorlos